# Klassekamp
Klassekamp er et begreb, som beskriver klassekonflikten mellem klasser af udbyttere og udbyttede. Begrebet klassekamp er centralt for marxismen. I Det Kommunistiske Manifest står ”Alle hidtidige samfunds historie er historien om klassekampe. Frie mænd og slaver, patriciere og plebejer, herremænd og livegne, lavsmestre og svende, kort sagt undertrykkere og undertrykte har stået i bestandig modsætning til hverandre, har ført en uafbrudt, snart skjult, snart åben kamp, der hver gang endte med en revolutionær omformning af hele samfundet eller med de kæmpende klassers fælles undergang.” En senere fodnote af Engels fra 1888 retter det til ”alle hidtidige skriftligt overleverede historie”, idet man havde fundet spor af samfundsformer uden privatejendomsret i f.eks. Rusland og dermed uden klassekamp. 
Klassekamp er altså ikke specifik for kapitalismen. Under kapitalismen er de to antagonistiske klasser arbejdsgivere og arbejdstagere. Klassetilhørsforhold defineres ved ens ejerskabsforhold til produktionsmidlerne, og der er således to dominerende samfundsklasser: Proletariatet og borgerskabet.
- Proletariatet (eller arbejderklassen) overlever ved at sælge dens arbejdskraft.
- Borgerskabet (eller kapitalisterne) har magt over produktionsmidlerne, og kapitalen og aftager proletariatets arbejdskraft.

Konflikten består i, at arbejdstageren – eller arbejderen – som udgangspunkt ønsker den højest mulige løn, mens arbejdsgiveren – eller kapitalisten – ønsker at minimere sine omkostninger ved at presse lønnen nedad. Det, man strides om, er prisen for arbejdskraften. Klassekampen består, i at klasserne kæmper mod hinanden for at opnå et af de to modstridende mål og slutteligt om at afskaffe kapitalismen. 
Den marxistiske historieopfattelse – eller den historiske materialisme – opfatter historiens gang som en kamp mellem samfundsklasser. Begrebet klassekamp introduceredes i Marx'/ Engels' Det Kommunistiske Manifest fra 1848
Marx påstår, at "klassekampen" ikke er en subjektiv teori, en "teori" eller et synspunkt blandt andre. Tværtimod mener Marx, at klasserne og kampen mellem dem eksisterer uafhængigt af de enkelte menneskers subjektive opfattelser, idet han siger: 

”Hvad angår mig , så er det ikke min fortjeneste at have opdaget klassernes eksistens i det moderne samfund og heller ikke kampen mellem dem. Borgerlige historikere havde længe før mig skildret den historiske udvikling af denne klasse-kamp, og borgerlige økonomer – klassernes økonomiske anatomi. Det nye, jeg gjorde, var at bevise: 
1. At eksistensen af klasser bare er knyttet til bestemte historiske faser i produktionens udvikling (historische Entwiklungsphasen der Produktion).
2. At klasse-kampen nødvendigvis fører til proletariatets diktatur.
3. At dette diktatur i sig selv bare udgør overgangen til afskaffelsen af alle klasser og til et klasseløst samfund ...”

## Samfundsklasser
Foruden proletariatet og borgerskabet eksisterer under kapitalismen også klasser som småborgerskabet, der eksempelvis er selvstændige erhvervsdrivende med mindre virksomheder, og pjalteproletariatet (tysk: lumpenproletariat), der dækker over langtidsarbejdsløse, kriminelle og andre subsistensløse. Derudover falder lønmodtagere i mellemlederstillinger, lavere embedspersoner indenfor politi og militær, småbondestanden og tyende ikke indenfor de to hovedklasser.